# Claes Berglund
Claes Berglund ist ein ehemaliger schwedischer Ski-Orientierungsläufer. Berglund gewann drei Weltmeistertitel, darunter den Einzelweltmeistertitel 1986.
Bei seinen ersten beiden Weltmeisterschaften 1982 in Aigen im Ennstal und 1984 in Lavarone gewann er zweimal Gold mit der Staffel, 1982 mit Magnus Lofstedt, Stefan Persson und Jan-Erik Thorn, 1984 mit Stefan Larsson, Ove Boström und Jan-Erik Thorn. 1986 im bulgarischen Batak siegte er im Einzelwettkampf über 19,1 km, bei der folgenden Weltmeisterschaft 1988 holte er in der Staffel mit Silber nochmal eine Medaille.

## Platzierungen
Weltmeisterschaften:
- 1982: 5. Platz Einzel, 1. Platz Staffel
- 1984: 18. Platz Einzel, 1. Platz Staffel
- 1986: 1. Platz Einzel, 4. Platz Staffel
- 1988: 7. Platz Kurz, 2. Platz Staffel
- 1992: 13. Platz Lang, 4. Platz Staffel